# Astragalus latiunguiculatus
Astragalus latiunguiculatus är en ärtväxtart som beskrevs av Y.C.Ho. Astragalus latiunguiculatus ingår i släktet vedlar, och familjen ärtväxter. Inga underarter finns listade i Catalogue of Life.